# The Belfast Gazette
The Belfast Gazette (La Gazette de Belfast, en anglais) est un journal officiel du Royaume-Uni. Il est publié par The Stationery Office (en) pour le compte du Her Majesty's Stationery Office, à Belfast, en Irlande du Nord.
Le premier numéro de The Belfast Gazette est paru le 7 juin 1921.
Aujourd'hui, The Belfast Gazette est un hebdomadaire qui paraît les vendredis.